# Острынцы
Острынцы, острынские татары (пол. Ostryńscy) — род литовских татар, влиятельных царевичей в Великом княжестве Литовском, основанный Азубеком Султаном, сыном Девлеш Султана, родственником Менгли-Гирея. В 1514 году Азубек получил от Сигизмунда I Старого имения под Остриной близ Лиды. За службу князю острынские татары получили земли в Минском и Трокском воеводствах. В XVII веке род перестал упоминаться в документах.
Сыновья Азубека Батыр Султан и Чингис Азубек Султан.